# Wiktor Kwapiński
Wiktor Kwapiński herbu Kownia (ur. 1883 w Miechowie, zm. 25 października 1957 w Międzylesiu) – kanclerz Kurii Ormiańskiej we Lwowie, dyrektor najstarszego lwowskiego banku "Mons Pius", więzień syberyjskich łagrów. 

## Życiorys
Ksiądz Wiktor Kwapiński urodził się w 1883 roku w rodzinie ziemiańskiej. Był ostatnim kanclerzem Kurii Ormiańskiej we Lwowie. W 1933 roku został mianowany dyrektorem najstarszego lwowskiego banku "Mons Pius". W 1940 został aresztowany przez NKWD za uczestnictwo w przekazywaniu złota i brylantów na rzecz polskiego podziemia. W 1941 roku na skutek ucieczki Rosjan ze Lwowa i początku wojny niemiecko-sowieckiej udało mu się wydostać z więzienia. Po uwolnieniu wrócił do wykonywania obowiązków Kurii Metropolitalnej. Został aresztowany w 1945 roku i zesłany na 10 lat do łagrów sowieckich.
Zmarł 25 października 1957 r. w Międzylesiu. Uroczystości pogrzebowe odbyły się 29 października w Miechowie po czym zwłoki zostały złożone w rodzinnym grobowcu na cmentarzu parafialnym.